# ʿAbd al-Qādir al-Dschīlānī
ʿAbd al-Qādir al-Dschīlānī (arabisch عبد القادر الجيلاني, DMG ʿAbd al-Qādir al-Ǧīlānī, manchmal auch mit der Nisba الجيلي al-Dschīlī, oder persisch گیلانی Gīlānī, oder kurdisch Evdilqadirê Geylanî, * 1077/1078 in der Provinz Gilan; † 1166 in Bagdad) war ein hanbalitischer Gelehrter, Prediger und Sufi, auf den der Qādirīya-Orden zurückgeführt wird. Er ist verwandt mit dem ebenfalls bekannten Sufi Ahmed Rifai, dessen Rifai-Orden eng mit der Qadiri zusammenarbeitet. Gegen die verbreitete Annahme, dass er Kurde gewesen sei, werden die religiösen Titel seyyid (Nachfahre von Hussain ibn Ali) und scharif (Nachfahre von Hasan ibn Ali) angeführt. Da Hussain und Hasan beides Söhne von Ali ibn Abu Talib waren, wird ihm somit arabische Herkunft zugeschrieben.

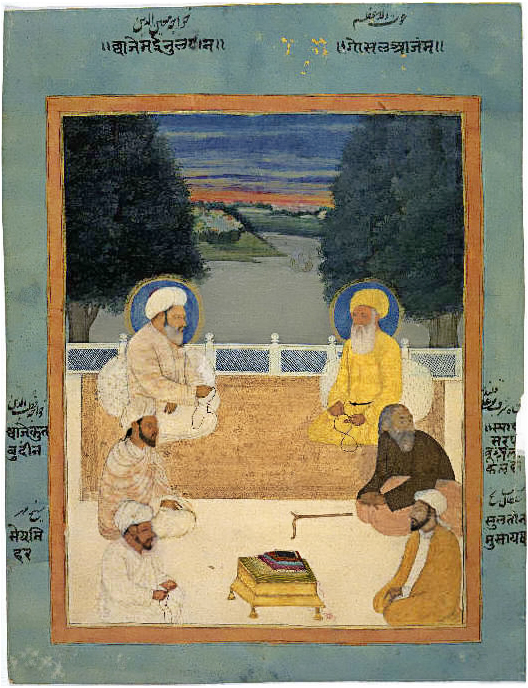
Retouchiertes Bild der sechs Sufimeister: Chvadscha Mu'in al-Din Tschischti, Ghaus al-A'zam, Chvadscha Qutb al-Din, Scheich Mihr, Schah Scharaf Bu 'Ali Qalandar und Sultan-ul-Mashaikh

## Leben
ʿAbd al-Qādir al-Dschīlānī reiste im Alter von 18 Jahren nach Bagdad, um seine traditionelle islamische Ausbildung zu vertiefen. Er studierte dort hanbalitisches Fiqh bei Ibn ʿAqīl und Abū Saʿd al-Mubārak al-Mucharrimī, Literatur bei Abu Zakariya und die Hadith-Literatur bei Bakr al-Muzaffar.
Al-Mucharrimī war gleichzeitig ein Sufi und verlieh ihm die Chirqa, den sufischen Flickenrock. ʿAbd al-Qādir hatte außerdem noch einen anderen sufischen Meister namens Hammād ad-Dabbās, der um 1131 starb. Später verlieh er selbst zwei anderen hanbalitischen Gelehrten die sufische Chirqa, nämlich den beiden Brüdern Abū ʿUmar Ibn Qudāma (gest. 1210) und Muwaffaq ad-Dīn ibn Qudāma (gest. 1223).
Es wird erzählt, dass Abd al-Qādir al-Dschīlānī durch seine Predigten eine solche Menschenmenge anzog, dass er unter freiem Himmel zu ihr sprechen musste, weil kein Gebäude ausreichend Platz bot.

## Werke
ʿAbd al-Qādir al-Dschīlānī soll mehr als 50 Werke verfasst haben. Zu den bekanntesten gehören:
- al-Ġunya li-ṭālibī ṭarīq al-ḥaqq, 1996 in Beirut ediert.
- al-Fatḥ ar-rabbānī wa-l-faiḍ ar-raḥmānī, 1988 von Muḥammad S. al-Bauwāb in Beirut ediert.
- Futūḥ al-ġaib, Sammlung von 78 Predigten, übersetzt von Walther Braune. Berlin [u. a.]: de Gruyter 1933.
- Ǧalāʾ al-ḫāṭir fī l-bāṭin wa-ẓ-ẓāhir, arabisches Werk in 50 „Sitzungen“ (maǧālis), in dem al-Dschīlānī seine sufischen Lehren darlegt. Es wurde 1994 von Chālid az-Zarʿī und ʿAbd an-Nāsir Sirrī ediert. Textarchiv – Internet Archive Dilâver Gürer hat in einem 2000 veröffentlichten Aufsatz die verschiedenen Handschriften von diesem Werk beschrieben und seinen Inhalt in türkischer Sprache zusammengefasst.[5]

## Verehrung
ʿAbd al-Qādir al-Dschīlānīs Ruhm wurde nach seinem Tod sehr groß. Seine Verehrer geben ihm die Titel al-Ghauth al-Aʿzam („die Höchste Hilfe“) und Sultān al-auliyā'  („Sultan der Gottesfreunde“). Auch Ibn Taimīya hielt ʿAbd al-Qādir in Ehren und verfasste einen Kommentar zu seiner Predigtsammlung Futūḥ al-ġaib.
Ein weiterer Beiname von ihm ist Muhyī d-dīn („Wiederbeleber der Religion“) genannt, denn aufgrund einer Legende half er eines Tages einer schwachen und elenden Person auf, die er völlig erschöpft am Straßenrand vorfand, und versorgte sie zusätzlich mit einer Mahlzeit. Der anschließend wieder zu Kräften Gekommene enthüllte ihm, dass er „die Religion des Islam“ sei, wodurch Abd al-Qādir al-Dschīlānī zu diesem Ehrennamen gelangte.
ʿAbd al-Qādir al-Dschīlānī werden Eigenschaften wie Toleranz und Nächstenliebe zugeschrieben. Generell gelten die Anhänger Abd al-Qādir al-Dschīlānīs bis in die Gegenwart als tolerant und fortschrittlich, weit entfernt von Fanatismus, egal ob religiöser oder politischer Art. Allerdings gibt es auch Gegenbeispiele. So fühlte sich der westafrikanische Qādirīya-Sufi Usman dan Fodio durch einen Traum, in dem ihm ʿAbd al-Qādir al-Dschīlānī erschien und ihm das „Schwert der Wahrheit“ reichte, dazu berechtigt, einen Dschihad gegen die Könige der Hausastaaten auszurufen. Usman dan Fodio verfasste bei dieser Gelegenheit auch eine Qasīda zum Lobe von ʿAbd al-Qādir al-Dschīlānī, die er Qādirīya nannte. Sie wurde von Usmans Bruder Abdullahi dan Fodio ins Arabische übersetzt.

## Grabstätte
Sein Grab in Bagdad ist noch heute eine stark frequentierte Wallfahrtsstätte frommer Muslime, die hauptsächlich aus dem indo-pakistanischen Raum stammen. Die Pilger, die dort oft wochenlang bleiben, gehen schweigend mit einem kleinen Besen umher und reinigen das Heiligtum. Es wird als ein höchst verdienstliches Werk angesehen, die Schwelle eines Heiligen zu fegen.